# Immaculada Cabeceran i Soler
Immaculada Cabeceran Soler (Barcelona, 24 de febrer de 1952 - Girona, 11 de gener de 2018) fou una futbolista catalana i una de les pioneres del futbol femení a Catalunya.
Molt aficionada del futbol i seguidora del Futbol Club Barcelona, amb divuit anys es reuní amb el llavors president blaugrana, Agustí Montal, per demanar-li jugar un partit de futbol femení a l'estadi Camp Nou. Amb el seu vist-i-plau, cap a finals de 1970 publicà un anunci a la Revista Barcelonista cercant noies per a jugar a futbol. La convocatòria tingué èxit i es presentaren moltes jugadores que formarien part del primer equip femení del FC Barcelona de la història, en el qual destaquen Núria Llansà, Carme Nieto, Lolita Ortiz, Vicenta Pubill, Antònia Mínguez, Núria Gómez, Maria Pilar Gazulla, Lluïsa Vilaseca, Aurora Arnau, Anna Jaques, Fina Ros o Glòria Comas, entre d'altres. El primer partit de futbol d'un equip femení del FC Barcelona es jugà el dia de Nadal de 1970, amb motiu d'un festival benèfic, contra la UE Centelles. L'equip, entrenat per Antoni Ramallets, no tenia, però, el reconeixement oficial del club i, doncs, portava samarreta blanca, pantalons blaus i mitges blaugranes i es va anomenar Selecció Ciutat de Barcelona.
Poc després, l'equip seria admès al club amb el nom de Penya Femenina Barcelona. Amb el club blaugrana jugà durant dues temporades (1970-72) i competí a la Copa Pernod, primer torneig oficiós de futbol femení a Catalunya, i al primer Campionat de Catalunya (1971-72).